# Кизилаут
Кизилау́т (каз. Қызылауыт) — село у складі Таласького району Жамбильської області Казахстану. Адміністративний центр Кизилаутського сільського округу.
У радянські часи село називалось Комсомол.
Населення — 1613 осіб (2021; 1094 у 2009, 1622 у 1999, 2172 у 1989).